# Juan Marsé
Juan Marsé Carbó (Barcelona, 1933. január 8. – Barcelona, 2020. július 18.) spanyol regényíró, újságíró, forgatókönyvíró.

## Művei

### Regényei
- Encerrados con un solo juguete (1960)
- Esta cara de la luna (1962)
- Últimas tardes con Teresa (1966)
  - Utolsó délutánok Teresával; fordította Dobos Éva; Magvető, Budapest, 2008
- La oscura historia de la prima Montse (1970)
- Si te dicen que caí (1973)
- La muchacha de las bragas de oro (1978)
- Un día volveré (1982)
- Ronda del Guinardó (1984)
- El amante bilingüe (1990)
- El embrujo de Shanghai (1993)
- Rabos de lagartija (2000)
  - Gyíkfarkak; fordította Dobos Éva; Magvető, Budapest, 2005
- Canciones de amor en Lolita's Club (2005)
  - Szerelmi dalok a Lolita Klubban; fordította Dobos Éva; Magvető, Budapest, 2006
- Caligrafía de los sueños (2011)
  - Az álmok kalligráfiája; fordította Dobos Éva; Magvető, Budapest, 2017
- Noticias felices en aviones de papel (2014)
- Esa puta tan distinguida (2016)

### Filmadaptációk
- La oscura historia de la prima Montse (1977, Jordi Cadena)
- La muchacha de las bragas de oro (1980, Vicente Aranda)
- Últimas tardes con Teresa (1984, Gonzalo Herralde)
- Si te dicen que caí (1989, Vicente Aranda)
- El amante bilingüe (1993, Vicente Aranda)
- Domenica (2001, Wilma Labate)
- A sanghaji varázslat (El embrujo de Shanghai) (2002, Fernando Trueba)
- Canciones de amor en Lolita's Club (2007, Vicente Aranda)

### Forgatókönyvek
- Mi profesora particular (1973)
- A hosszú tél (El largo invierno) (1992)

## Magyarul megjelent művei
A megjelenés sorrendjében.
- Gyíkfarkak; ford. Dobos Éva; Magvető, Bp., 2005
- Szerelmi dalok a Lolita Klubban; ford. Dobos Éva; Magvető, Bp., 2006
- Utolsó délutánok Teresával; ford. Dobos Éva; Magvető, Bp., 2008
- Az álmok kalligráfiája; ford. Dobos Éva, utószó Potozky László; L'Harmattan, Bp., 2017 (Valahol Európában)

## Díjai
- Cervantes-díj (2008)